# Großsteingräber bei Linden
Die Großsteingräber bei Linden  (auch Großsteingräber bei Linden-Konstantin oder Großsteingräber bei Mühle Verhorn) sind zwei megalithische Grabanlagen der jungsteinzeitlichen Trichterbecherkultur auf dem Gemarkungsgebiet von Groß Süstedt, einem Ortsteil der Gemeinde Gerdau im Landkreis Uelzen, Niedersachsen. Die beiden Anlagen tragen die Sprockhoff-Nummern 793 und 794.

## Lage

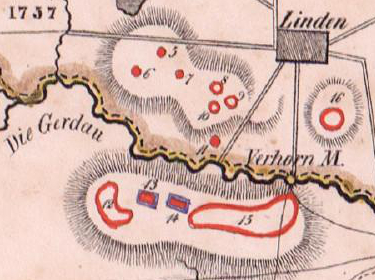
Lage der Gräber (Nr. 13 und 14) nach von Estorff

Die beiden Gräber liegen südlich des Flüsschens Gerdau auf einer Anhöhe südwestlich von Verhorn-Mühle, einem Wohnplatz des Ortsteils Linden der Gemeinde Schwienau, nahe der Gemeindegrenze. Obwohl sie bereits auf dem Gemarkungsgebiet von Groß Süstedt liegen, sind sie nach Linden benannt. Die beiden Gräber liegen 200 m in ost-westlicher Richtung voneinander entfernt; Grab 1 ist das westliche. Sie befinden sich zwischen zwei Gruppen von Grabhügeln.

## Forschungsgeschichte
Die Gräber wurden 1846 von Georg Otto Carl von Estorff beschrieben. Ernst Sprockhoff übernahm in seinem 1975 erschienenen Atlas der Megalithgräber Deutschlands im Wesentlichen die Angaben von Estorffs.

## Beschreibung

### Grab 1

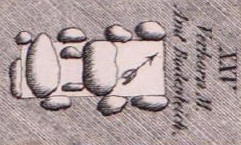
Grab 1 nach von Estorff

Die Anlage besitzt eine nordost-südwestlich orientierte Grabkammer mit einer Länge von 4,9 m und einer Breite von 1,75 m. Bei von Estorffs Aufnahme waren noch vier Wandsteine an der nordwestlichen Langseite und drei an der südöstlichen Langseite erhalten. Ursprünglich dürften es fünf Wandsteinpaare gewesen sein. Von den Abschlusssteinen stand nur noch der südwestliche, der allerdings nicht die gesamte Breite der Schmalseite abdeckte. Im Inneren der Kammer lagen zwei herabgestürzte Decksteine sowie zwei kleinere Steine, bei denen es sich wohl um Bruchstücke eines dritten Decksteins handelte.

### Grab 2

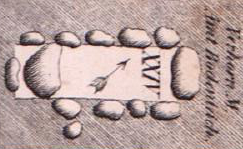
Grab 2 nach von Estorff

Grab 2 ist der benachbarten Anlage sehr ähnlich. Die Grabkammer ist ebenfalls nordost-südwestlich orientiert und besitzt mit einer Länge von 5 m und einer Breite von 1,8 m annähernd identische Ausmaße. 1846 waren noch fast alle Wandsteine in situ erhalten. Lediglich der südwestlichste Stein der südöstlichen Langseite stand nicht mehr an seiner ursprünglichen Position und lag möglicherweise etwas nach Osten verschleppt außerhalb der Kammer. Insgesamt verfügte die Kammer in ihrem ursprünglichen Zustand über fünf Wandsteinpaare an den Langseiten und je einen Abschlussstein an den Schmalseiten. Von den Decksteinen war nur noch einer vorhanden, der herabgestürzt im Inneren der Kammer lag.